# 東方LostWord
『東方LostWord』は、NextNinja開発・運営、グッドスマイルカンパニー配信のスマートフォン用ゲームアプリで、上海アリス幻樂団の同人ゲームシリーズ「東方Project」の二次創作ゲームのひとつ。2020年4月30日サービス開始。

## 概要
グッドスマイルカンパニー・NextNinjaの共同プロジェクトによる、東方Projectの公認二次創作作品となるスマートフォン向けRPG。同シリーズの二次創作アプリゲームとしては『東方キャノンボール』に続く2作目となる。2019年7月19日にNextNinjaのホームページ上で発表された。
東方Projectが好きな人に届けることを第一目標としており、東方ファンのイメージを崩さないために声優名を表示しない、非東方ファンに届けないために無償のPRメールを送らないなど、通常のソーシャルゲームとは違う特異なマーケティングを行った。
海外展開として、2020年10月26日に繁体字中国語版が台湾・香港・マカオ、2021年5月11日にグローバル(英語)版が南北アメリカ・欧州を中心に世界80か国、2021年9月30日に簡体字中国語版が中国に配信された。繁体字中国語版は2021年12月30日をもってサービスを終了した。
2023年4月28日のアップデートで、声優名が表示されるようになった。

## システム
最大6キャラクターのチームを編成し、戦闘やストーリーを行いつつ、アイテムなどでキャラを育成することがゲームの基本的な流れである。ゲームには、博麗霊夢や霧雨魔理沙などの東方Project原作のキャラクター、及び東方LostWord独自のオリジナル二次創作キャラクターが登場する。それぞれのキャラクターは、2つの通常スペルカードを2枚ずつと、通常スペルカードより強力な「ラストワード」を持っているが、ラストワードを使用すると、そのステージではもうスペルカードを使用できなくなる。
原作のシューティングゲームにはキャラクターボイスがないため、ユーザーそれぞれのイメージに合わせる趣旨で、各キャラクターにつき3種類のキャラクターボイス、またはボイス無しから選択できるようになっている。また、BGMには、従来から存在する二次創作楽曲の使用許諾を得て用い、キャラクターのイメージにふさわしい曲を使っているという。
ガチャにあたる「おいのり」で排出されるのは、キャラクターと、装備品の「絵札」の2つである。「賽銭」と「封結晶」または「神結晶」という名称のアイテムを消費することでガチャを回すこととなるが、このうち「神結晶」が有償アイテムであり、神結晶で10連ガチャを行った場合、キャラクターが一人確定で排出される。また、一定回数ガチャを行うことで特定のキャラクターを手に入れられる、いわゆる「天井」が設定されている（以下に記載）が、2022年4月30日の2周年キャンペーンで天井がない「エピックおいのり」が初めて開催された。以後も時折開催されているが、2023年1月1日に追加されたエピックおいのり以降は1回限りだが400連の天井がある。その後、2024年4月30日に再び天井がない「白フェスおいのり」が開催された。2024年5月末現在その後は開催されていない。
絵札には☆1〜5まであるが、2024年5月末時点で☆2絵札は実装されていない。☆3〜5絵札はおいのりで、☆4絵札は一部のHARDステージ、☆5絵札は一部のLUNATICステージにて手に入る。
定期イベントでは「紅魔塔」「幻想おとぎ草子」が開催される。
紅魔塔は数百階にもなる塔を下から1階、2階の順番に攻略していくイベント。通常ステージより敵のステータスが強く設定されているが、他のステージと違いリタイアになってもその時点での敵の状態から再挑戦できるようになっている。また、途中で逃げることもできる。キャラクターごとステージ終了時のバフやデバフ、スキルの使用状況が保存され、同開催時期内であれば階層が変わっても持ち越される。ただし、全回復を使用すると全てのキャラが復活し、スキルも全て使用可能になる代わりにバフやデバフは全て消滅する。頂上まで登ることもできるが、イベント開催ごとに階層が追加される。
幻想おとぎ草子は他のイベントとは違い、東方ロストワード独自の漫画が読めるイベント。課題達成によっておとぎ草子ポイントが手に入り、それを使って漫画のページを開放する。一度開放したページはイベント開催時以外でも読めるようになる。

## 開発・反響
本ゲームの提供および開発を行うグッドスマイルカンパニーとNextNinjaは、スマートフォン向けのRPG『グランドサマナーズ』を以前から共同で運営していた。『東方LostWord』の開発のきっかけは、NextNinjaのプロデューサーの山岸聖幸が、IP作品を手掛けたいとグッドスマイルカンパニーに持ちかけたことにあり、その後、版元の許可を得た。
原作となる「東方Project」は、ZUNらの同人サークル・上海アリス幻樂団の手による、弾幕系シューティングゲームをはじめとする同人作品のみを指すものである。東方ProjectにはZUN氏自ら直接制作にはかかわっていない数多の二次創作作品が存在しており、題材とするコンシューマやPC向けゲームもたくさん発売され人気作も数多く存在しているが、スマートフォン向け作品では2020年前後までスマートフォン向けゲームに対しての二次創作ガイドラインが明確に定まっておらず、原則無料で広告収入でもやりすぎはNGと言及されていた程度だった。
このため有料の課金ガチャがあるような作品は当然大っぴらに作れない状況にあったのもあり(現在はスマートフォン向け作品へのガイドラインも作成されているが、有料課金ガチャ要素があるような二次創作スマートフォンゲームは個別に許諾を得なければならない。課金要素があるような東方の二次創作スマートフォンゲームに「公認」の文字が入っていることがあるのは主にこれが理由である)、大ヒット作品がないという状況にあった。